# Park Yeonmi
Park Yeonmi (coreà: 박연미)  (Hyesan, 4 d'octubre de 1993) és una desertora de Corea del Nord, youtuber, autora i activista conservadora nord-americana, descrita com "una de les desertores de Corea del Nord més famoses del món". Va fugir de Corea del Nord a la Xina el 2007 a 13 anys abans de traslladar-se a Corea del Sud i després als Estats Units. Park va fer el seu debut als mitjans el 2011 al programa Now On My Way to Meet You, on va ser batejada com "Paris Hilton" a causa de les seves històries sobre l'estil de vida ric de la seva família. Va obtenir una atenció global més àmplia després del seu discurs a la Cimera Mundial One Young 2014 a Dublín, Irlanda. Les memòries de Park In Order to Live: A North Korean Girl's Journey to Freedom es van publicar el setembre de 2015, i a partir de 2023 ha venut més de 100.000 còpies. Durant la dècada de 2020, es va convertir en una veu del conservadorisme nord-americà amb discursos, podcasts i la publicació el 2023 del seu segon llibre, While Time Remains: A North Korean Defector's Search for Freedom in America.
L'autenticitat de les afirmacions de Park sobre la vida a Corea del Nord –moltes de les quals han contradit les seves històries anteriors o les de la seva mare i altres desertors de Corea del Nord – han estat objecte d'escepticisme. Park va atribuir aquestes discrepàncies a la seva memòria imperfecta i habilitats lingüístiques; i la coautora de l'autobiografia de Park, Maryanne Vollers, va declarar que Park havia estat víctima d'una campanya de desprestigi de Corea del Nord, la línia de temps de la qual de records és inconsistent com és comú entre els supervivents de trauma. Un article de 2014 a The Diplomat de Mary Ann Jolley va documentar nombroses inconsistències en els records i descripcions de Park de la vida a Corea, i un article d'estil de vida del Washington Post de juliol de 2023 va declarar que les seves afirmacions sobre Corea del Nord havien estat qüestionades durant molt de temps. Comentaris polítics, periodistes i professors d'estudis coreans han criticat els relats de Park sobre la vida a Corea del Nord per tenir diverses inconsistències, afirmacions contradictòries i exageracions. Altres desertors i erudits de Corea del Nord han expressat la seva preocupació perquè la tendència dels "desertors de celebritats" a exagerar sobre la vida a Corea del Nord generarà dubtes sobre les seves històries i "eclipsen les preocupacions genuïnes sobre l'estat terrible dels drets humans allà" segons The Washington Post.
Park gestiona el canal de YouTube "Voice of North Korea by Yeonmi Park", que al juliol de 2023 tenia més d'un milió de subscriptors. Les seves opinions polítiques s'han classificat com propis d'una "conservadora nord-americana", i ha criticat els conceptes de correcció política i cultura woke als Estats Units, fent paral·lelismes entre la correcció política als EUA i Corea del Nord. A principis del 2023, les captures de pantalla de l'entrevista de Park el 2021 amb Joe Rogan es van convertir en el focus dels mems que l'acusaven d'embellir les seves històries.